# Sericocarpus
Sericocarpus es un género de plantas con flores perteneciente a la familia  Asteraceae. Comprende 16 especies descritas y solo 6 aceptadas.

## Taxonomía
El género fue descrito por Christian Gottfried Daniel Nees von Esenbeck y publicado en Genera et Species Asterearum 10, 148–152. 1832.

## Especies seleccionadas
A continuación se brinda un listado de las especies del género Sericocarpus aceptadas hasta junio de 2012, ordenadas alfabéticamente. Para cada una se indica el nombre binomial seguido del autor, abreviado según las convenciones y usos.
- Sericocarpus asteroides (L.) Nees
- Sericocarpus conyzoides Nees
- Sericocarpus linifolius (L.) "Britton, Sterns & Poggenb."
- Sericocarpus oregonensis Nutt.
- Sericocarpus rigidus Lindl.
- Sericocarpus tortifolius (Michx.) Nees